# بروس ميجر
بروس ميجر هو لاعب هوكي الجليد كندي، ولد في 3 يناير 1967 في فيرنون في كندا.

## وصلات خارجية
- بروس ميجر على موقع دوري الهوكي الوطني (الإنجليزية)
- بروس ميجر على موقع قاعة مشاهير الهوكي (لاعب أن.إتش.أل) (الإنجليزية)
- بروس ميجر على موقع EliteProspects.com (الإنجليزية)
- بروس ميجر على موقع HockeyDB.com (الإنجليزية)
- بروس ميجر على موقع Hockey-Reference.com (الإنجليزية)